# Danh sách tỷ phú Singapore theo giá trị tài sản
Dưới đây là danh sách các tỷ phú Singapore dựa trên sự định giá thường niên về của cải và tài sản được tổng hợp, biên soạn và xuất bản trên tạp chí Forbes của Mỹ năm 2021. Hầu hết trong số họ là doanh nhân. Đại bộ phận đều làm giàu từ lĩnh vực bất động sản.

## Danh sách các tỷ phú giàu nhất Singapore năm 2021
| Thứ hạng | Thứ hạng trên thế giới | Họ và tên                    | Năm sinh     | Quốc tịch | Giá trị tài sản (tỷ đô la Mỹ) | Nguồn gốc tài sản   |
| -------- | ---------------------- | ---------------------------- | ------------ | --------- | ----------------------------- | ------------------- |
| 1        | 75                     | Trương Dũng                  | 1971         | Singapore | 23                            | Nhà hàng            |
| 2        | 80                     | Ngô Thanh Lượng              | 1927         | Singapore | 21,7                          | Sơn                 |
| 3        | 82                     | Li Xiting                    | 1951         | Singapore | 21,5                          | Thiết bị y tế       |
| 4        | 158                    | Hoàng Chí Tường và Philip Ng | 1952 và 1958 | Singapore | 13,3                          | Bất động sản        |
| 5        | 177                    | Lý Tiểu Đông                 | 1978         | Singapore | 12,4                          | Game                |
| 6        | 358                    | Gang Ye                      | 1980         | Singapore | 7,1                           | Game                |
| 7        | 384                    | Hoàng Tổ Diệu                | 1929         | Singapore | 6,8                           | Ngân hàng           |
| 8        | 496                    | Gia tộc Quách                |              | Singapore | 5,6                           | Bất động sản        |
| 9        | 502                    | Shu Ping                     | 1970         | Singapore | 5,5                           | Nhà hàng            |
| 10       | 561                    | Trương Kiền Sinh             | 1944         | Singapore | 5                             | Điện tử             |
| 11       | 775                    | Quách Khổng Phong            | 1949         | Singapore | 3,8                           | Dầu cọ              |
| 12       | 1008                   | Quách Lệnh Minh              | 1941         | Singapore | 3                             | Đa dạng             |
| 13       | 1008                   | Lâm Vinh Phúc                | 1953         | Singapore | 3                             | Đầu tư              |
| 14       | 1206                   | Choo Chong Ngen              | 1952         | Singapore | 2,6                           | Khách sạn           |
| 15       | 1206                   | Raj Kumar và Kishin RK       | 1953         | Singapore | 2,6                           | Bất động sản        |
| 16       | 1249                   | Zhao Tao                     | 1965         | Singapore | 2,5                           | Dược phẩm           |
| 17       | 1249                   | David Chen                   | 1980         | Singapore | 2,4                           | Trò chơi trực tuyến |
| 18       | 1444                   | Kwek Leng Kee                |              | Singapore | 2,2                           | Đa dạng             |
| 19       | 1580                   | Ngụy Thành Huy               | 1949         | Singapore | 2                             | Hàng hóa đông lạnh  |
| 20       | 1750                   | Oei Hong Leong               | 1948         | Singapore | 1,8                           | Bất động sản        |
| 21       | 1931                   | Asok Kumar Hiranandani       | 1954         | Singapore | 1,6                           | Bất động sản        |
| 22       | 2035                   | Zhong Sheng Jian             | 1957         | Singapore | 1,5                           | Bất động sản        |
| 23       | 2263                   | Shi Xu                       | 1963         | Singapore | 1,3                           | Công nghệ           |
| 24       | 2263                   | Thẩm Tài Phúc                | 1958         | Singapore | 1,3                           | Bán lẻ              |
| 25       | 2378                   | Chua Thian Poh               | 1948         | Singapore | 1,2                           | Bất động sản        |
| 26       | 2378                   | Kwek Leng Peck               | 1955         | Singapore | 1,2                           | Đa dạng             |
| 27       | 2674                   | Yao Hsiao Tung               | 1939         | Singapore | 1                             | Đa dạng             |

## Danh sách 9 tỷ phú giàu nhất Singapore năm 2019
| Thứ hạng | Họ và tên                     | Năm sinh     | Quốc tịch           | Giá trị tài sản (tỷ đô la Mỹ) | Nguồn gốc tài sản    |
| -------- | ----------------------------- | ------------ | ------------------- | ----------------------------- | -------------------- |
| 1        | Trương Dũng                   | 1971         | Singapore           | 13,8                          | Nhà hàng             |
| 2        | Hoàng Chí Tường và Philip Ng  | 1952 và 1958 | Singapore           | 12,1                          | Bất động sản         |
| 3        | Eduardo Saverin               | 1982         | Hoa Kỳ và Singapore | 10,6                          | Công nghệ (Facebook) |
| 4        | Ngô Thanh Lượng               | 1927         | Singapore           | 9,5                           | Sơn                  |
| 5        | Hoàng Tổ Diệu                 | 1929         | Singapore           | 6,6                           | Ngân hàng            |
| 6        | Gia tộc Khâu                  |              | Singapore           | 6,5                           | Ngân hàng, khách sạn |
| 7        | Gia tộc Quách                 |              | Singapore           | 5,7                           | Bất động sản         |
| 8        | Quách Khổng Phong và gia đình | 1949         | Singapore           | 3                             | Dầu cọ               |
| 9        | Choo Chong Ngen               | 1952         | Singapore           | 3                             | Khách sạn            |

Nguồn: Tạp chí Forbes